# Rugby Mogliano 2014-2015

## Rosa
Fonte rosa e statistiche giocatori: It's Rugby

## Eccellenza 2014-15

### Stagione regolare
| Incontro               | Andata | Ritorno |
| ---------------------- | ------ | ------- |
| Mogliano — San Donà    | 16-16  | 30-31   |
| I Cavalieri — Mogliano | 12-50  | 7-64    |
| Mogliano — S.S. Lazio  | 36-16  | 44-8    |
| Petrarca — Mogliano    | 26-21  | 15-21   |
| Mogliano — Viadana     | 22-12  | 13-13   |
| L’Aquila — Mogliano    | 9-38   | 8-53    |
| Mogliano — Rovigo      | 42-17  | 32-55   |
| Mogliano — Calvisano   | 23-20  | 27-29   |
| Fiamme Oro — Mogliano  | 21-31  | 38-21   |

#### Risultati della stagione regolare
| Posizione | G  | V  | N | P | PF  | PS  | DP   | B  | Pt |
| --------- | -- | -- | - | - | --- | --- | ---- | -- | -- |
| 3ª        | 18 | 11 | 2 | 5 | 584 | 352 | +232 | 12 | 60 |

### Fase finale
| Turno | Incontro             | Andata | Ritorno |
| ----- | -------------------- | ------ | ------- |
| SF    | Mogliano — Calvisano | 15-30  | 24-23   |

## Trofeo Eccellenza 2014-15

### Prima fase

#### Girone B
| Incontro            | Risultato |
| ------------------- | --------- |
| Petrarca — Mogliano | 24-25     |
| Mogliano — San Donà | 31-3      |

#### Risultati del girone B
| Posizione | G | V | N | P | PF | PS | DP  | B | Pt |
| --------- | - | - | - | - | -- | -- | --- | - | -- |
| 1ª        | 2 | 2 | 0 | 0 | 56 | 27 | +29 | 1 | 9  |

### Fase finale
| Turno | Incontro              | Risultato |
| ----- | --------------------- | --------- |
| SF    | Fiamme Oro — Mogliano | 26-27     |
| F     | Calvisano — Mogliano  | 28-11     |

## Qualifying Competition 2015

### Prima fase

#### Girone 2
| Incontro               | Risultato |
| ---------------------- | --------- |
| Mogliano — CDU Lisbona | 45-17     |
| Enisej-STM — Mogliano  | 19-15     |

#### Risultati del girone 2
| Posizione | G | V | N | P | PF | PS | DP  | B | Pt |
| --------- | - | - | - | - | -- | -- | --- | - | -- |
| 2ª        | 2 | 1 | 0 | 1 | 60 | 36 | +24 | 2 | 6  |

## Verdetti
- Mogliano qualificato alla Qualifying Competition 2015-2016